# Sumatropsis
Sumatropsis is een geslacht van rechtvleugeligen uit de familie sabelsprinkhanen (Tettigoniidae). De wetenschappelijke naam van dit geslacht is voor het eerst geldig gepubliceerd in 2011 door Gorochov.

## Soorten
Het geslacht Sumatropsis omvat de volgende soorten:
- Sumatropsis longipennis Gorochov, 2011
- Sumatropsis spitsini Gorochov, 2011